# مصاص الدماء الأمريكي
مصاص الدماء الأمريكي (بالإنجليزية: American Vampire)، هي سلسلة قصص أمريكية مصورة صدرت من دي سي كوميكس DC Comics، ونُشرت عن طريق فرعها فيرتيغو Vertigo. حائزة على جائزة إيسنر Eisner Award، أنشأها سكوت سنايدر Scott Snyder ورسمها الفنان رفائيل البوكيرك Rafael Albuquerque. صدرت السلسلة شهرياً بدأً من مارس 2010، وبلغت أعدادها 34 عددًا، تصنف أدبيًا من فئة مصاصي الدماء.

## الإصدار والمحتوى
السلسلة تروي قصة أناس مصاصي دماء أنواعهم متعددة وسرية، مع سرد للحظات من تطورهم، والصراع الذي دار بين هذه الأنواع على مر التاريخ، وهم سلالة أمريكية جديدة من مصاصي الدماء، ولدت في الغرب الأمريكي في أواخر القرن التاسع عشر.
أول هذه الأنواع الجديدة هو شخص خارج عن القانون، سيئ السمعة أسمه سكينر سويت Skinner Sweet، الذي أستيقظ من الموت، بعد إصابته ليجد نفسه أصبح نوعا جديدًا من مصاصي الدماء، شيء أقوى وأسرع من ذي قبل، لديه مناعة من أشعة الشمس، مع مجموعة جديدة من نقاط الضعف والقوة.
السلسلة تمتد لتروي تتبع تحركاته، من خلال عقود مختلفة من التاريخ الأمريكي، وتصحبه في القصة الشابة الأولى والوحيدة من نسله بيرل جونز Pearl Jones، وهي شابة تعمل كممثلة مكافحة في فترة السينما الصامتة خلال عشرينات القرن العشرين، والتي تعرضت لهجوم من قبل مصاصي دماء أوروبيين كانوا يختبئون بهوليوود، يقدم لها سكينر سويت وعلى غير عادته دمه لتتحول إلى مصاصة دماء أمريكية مثله، وعند هذه اللحظة تقرر الانتقام من مصاصي الدماء الكلاسيكيين الذين أعتدوا عليها من قبل. وتتخلل القصة علاقة معقدة ومكلفة بين بيرل وسويت.

## روابط خارجية
- دي سي كوميكس